# Wing Commander Academy
Wing Commander Academy ist ein Weltraum-Flugsimulations-Computerspiel. Der Ableger von Wing Commander 2 wurde von Origin Systems entwickelt und im August 1993 für PC-kompatibles DOS veröffentlicht.
2013 wurde es auf GOG.com digital wiederveröffentlicht.

## Handlung
Damit die Piloten der Terraner nicht unvorbereitet in eine Raumschlacht gegen die verfeindeten Kilrathi antreten und dabei ihr Leben verlieren, lässt die TCSN (Terran Confederation Space Navy) einen Flugsimulator entwickeln und in der Akademie installieren, die den Nachwuchs ausbildet.

## Spielprinzip
Das Spiel ist um einen Missionseditor erweitert, bei dem Wegpunkte gesetzt und Gegner platziert werden können, wobei deren Intelligenz auf einer Stufe von 1 bis 4 festgelegt wird. Es können gestrandete Piloten, Dateneinheiten oder Asteroiden und Minenfelder platziert werden. Defensive Missionen sind, um eigene Raumstationen anzulegen. Alternativ kann mit dem Modus „Gauntlet“ eine Spielhallen-Variante wählen, bei der Angriffswellen mit steigender Gegnerzahl abgewehrt werden müssen. Nach jeder Welle wird das Schiff repariert und neu betankt. Das Ergebnis wird in einer Highscore-Tabelle notiert.

## Rezeption
Academy böte keine technischen Neuerungen. Spielerisch sei es ein Rückschritt und daher insgesamt enttäuschend. Längst nicht alle Missionstypen des Vorgängers lassen sich im eingeschränkten Editor nachbauen. Starts und Landungen seien ebenso nicht möglich. Der Austausch von Missionen sei unnötig erschwert. Eine motivierende Hintergrundgeschichte oder Zwischensequenzen fehlen. Somit gehe der Flair der Hauptserie verloren. Der Missionseditor sei komfortabel zu bedienen. Der Arcade-Modus motivere nicht lange. Das Preis-Leistungs-Verhältnis sei nicht stimmig.